# Exochus thomsoni
Exochus thomsoni är en stekelart som beskrevs av Otto Schmiedeknecht 1924. Exochus thomsoni ingår i släktet Exochus och familjen brokparasitsteklar. Arten är reproducerande i Sverige. Inga underarter finns listade i Catalogue of Life.